# Бежтинский сельсовет
Бежтинский сельсовет — административно-территориальная единица и муниципальное образование со статусом сельского поселения в Бежтинском участке Дагестана Российской Федерации.
Административный центр — село Бежта.

## История
Статус и границы сельского поселения установлены Законом Республики Дагестан от 13 января 2005 года № 6 «О статусе и границах муниципальных образований Республики Дагестан».
В соответствии с Постановлением Народного Собрания Республики Дагестан от 26 сентября 2013 года № 619-V «О внесении изменений в административно-территориальное устройство Республики Дагестан» образованы села Балакури, Жамод, Исоо в составе Бежтинского сельсовета.

## Население
| 2002  | 2010  | 2012  | 2013  | 2014  | 2015  | 2016  |
| ----- | ----- | ----- | ----- | ----- | ----- | ----- |
| 3731  | ↘3502 | ↗3612 | ↗3711 | ↗3761 | ↗3865 | ↗3947 |
| 2017  | 2018  | 2019  | 2020  | 2021  | 2023  | 2024  |
| ↗4001 | ↗4056 | ↗4115 | ↗4162 | ↗4185 | ↗4256 | ↗4306 |
| 2025  |       |       |       |       |       |       |
| ↗4368 |       |       |       |       |       |       |

## Состав
| № | Населённый пункт | Тип населённого пункта       | Население |
| - | ---------------- | ---------------------------- | --------- |
| 1 | Балакури         | село                         |           |
| 2 | Бежта            | село, административный центр | ↘2680     |
| 3 | Жамод            | село                         |           |
| 4 | Исоо             | село                         |           |